# Tanja Christensen
Tanja Mejer Christensen (* 22. März 1985) ist eine ehemalige dänische Fußballspielerin.

## Karriere

### Vereine
Christensen gehörte bereits im Alter von 17 Jahren der in Hjørring in der Region Nordjylland ansässigen Fortuna Hjørring in der Eliteserien, der unter diesem Namen seinerzeit höchsten Spielklasse, an, wie auch in der Folgesaison, die sie mit der Mannschaft ebenfalls als Zweiter der Meisterschaft abschloss. Aufgrund der am Saisonende 2001/02 errungenen Meisterschaft war ihre Mannschaft (der sie zu diesem Zeitpunkt noch nicht angehörte) für die Teilnahme Wettbewerb um den UEFA Women’s Cup (Vorläufer der ab 2009/10 umbenannten UEFA Women’s Champions League) qualifiziert. Ihre Mannschaft erreichte das seinerzeit noch in Hin- und Rückspiel ausgetragene Finale, in der sie beide Spiele jeweils als Einwechselspielerin erlebte; sowohl das Hin- als auch das Rückspiel wurden gegen den schwedischen Meister Umeå IK mit 0:3 und 1:2 verloren. Mit dem Hinspiel am 9. Juni 2003 gab sie ihr Pflichtspieldebüt für ihre Mannschaft.
Von 2007 bis 2009 gehörte sie dem Ligakonkurrenten Brøndby IF an, mit dem sie am Ende ihrer ersten Saison den Meistertitel gewann.
In der Saison 2009/10 spielte sie ein zweites Mal für Fortuna Hjørring und gewann ein zweites Mal den Meistertitel; für den Verein bestritt sie insgesamt 114 Pflichtspiele.

### Nationalmannschaft
Nachdem Christensen bereits für die Nachwuchsnationalmannschaften der DBU der Altersklassen U17, U19 und U21 in insgesamt 20 Länderspielen zum Einsatz und zu insgesamt zehn Toren gekommen war, debütierte sie in der A-Nationalmannschaft. Sie bestritt sieben Länderspiele und nahm mit der Mannschaft an der vom 5. bis zum 19. Juni 2005 in England ausgetragenen Europameisterschaft teil. Sie wurde im zweiten und dritten Spiel der Gruppe A beim 2:1-Sieg über die Nationalmannschaft Englands am 8. Juni in Blackburn und bei der 1:2-Niederlage gegen die Nationalmannschaft Finnlands am 11. Juni in Blackpool eingesetzt. Im ersten Gruppenspiel am 5. Juni gegen die Nationalmannschaft Schwedens musste sie auf der Bank Platz nehmen, da sie sich im Training am Rücken verletzt hatte.

## Erfolge
Fortuna Hjørring
- UEFA Women’s Cup-Finalist 2003
- Dänischer Meister 2009
- Zweiter Dänische Meisterschaft 2003, 2004

Brøndby IF
- Dänischer Meister 2008